# Bulevar maršala Tolbuhina
Le Bulevar maršala Tolbuhina, le boulevard du maréchal Tolboukhine (en serbe cyrillique : Булевар маршала Толбухина) est située à Belgrade, la capitale de la Serbie, dans la municipalité urbaine de Novi Beograd.
Elle doit son nom à Fiodor Tolboukhine (1894-1949), un militaire russe puis soviétique.

## Parcours
Le Bulevar maršala Tolbuhina prend naissance au niveau du Bulevar Nikole Tesle. Elle s'oriente vers l'ouest et croise les rues Klare Cetkin, Gramšijeva, Palmira Toljatija puis le Bulevar Mihajla Pupina. Toujours en direction de l'ouest, elle croise la rue Otona Župančiča et laisse sur sa droite les rues Luja Adamiča et Pohorska avant de se terminer rue Pariske komune.

## Culture
Le Petit théâtre Duško Radović (Malo pozorište Duško Radović) est situé 1 rue Goce Delčeva ; fondé en 1948, c'est un théâtre pour les enfants qui présente notamment des spectacles de marionnettes.

## Éducation

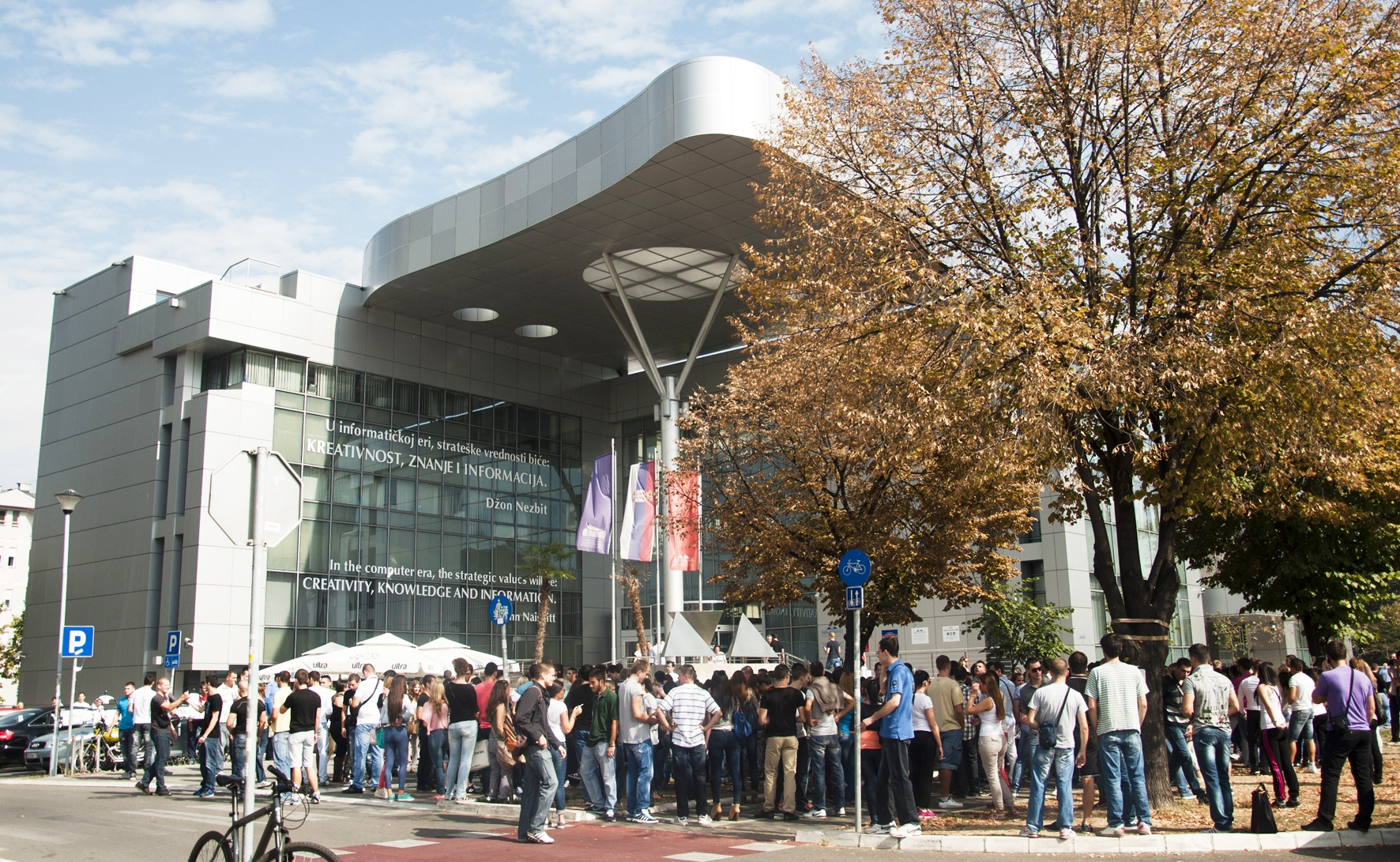
L'université Megatrend, au n° 8

Le Neuvième lycée de Belgrade, dédicacé à Mihajlo Petrović Alas, est situé au n° 41 de la rue.
L'Université Megatrend est en partie située 8 Bulevar maršala Tolbuhina ; cette université privée, fondée en 1989, est consacrée aux hautes études commerciales. L'Université Union (en serbe : Univerzitet Union) est située au n° 36 ; elle a été créée en 2001 et est spécialisée dans le domaine du droit.

## Économie
Au n° 1 de la rue se trouve un supermarché Maxi ; on en trouve un autre au n° 28.

## Transports
La rue est desservie par les bus 16 (Karaburma II - Novi Beograd Generala Ždanova) et 612 (Novi Beograd Pohorska – Kvantaška pijaca – Nova Galenika) de la société GSP Beograd.